# Mouillac (Żyronda)
Mouillac – miejscowość i gmina we Francji, w regionie Nowa Akwitania, w departamencie Żyronda.
Według danych na rok 1990 gminę zamieszkiwały 72 osoby, a gęstość zaludnienia wynosiła 39 osób/km² (wśród 2290 gmin Akwitanii Mouillac plasuje się na 1102. miejscu pod względem liczby ludności, natomiast pod względem powierzchni na miejscu 1570.).